# Valea Lupului
Valea Lupului (letteralmente Valle del lupo) è un comune della Romania di 14 510 abitanti, ubicato nel Distretto di Iași nella regione storica della Moldavia.
Valea Lupului fa parte della Zona Metropolitana di Iași.